# Жан-Франсоа Лиотар
Жан-Франсоа Лиотар (на френски: Jean-François Lyotard, френско произношение: [ʒɑ̃ fʀɑ̃swa ljɔˈtaʀ]; 10 август 1924 – 21 април 1998) е френски философ и литературен теоретик. Той е известен преди всичко с артикулирането на постмодернизма от края на 70-те години на 20 век и анализа на влиянието на постмодерността върху човешката ситуация.

## Критика
Някои твърдят, че теориите на Лиотар могат да изглеждат вътрешно-противоречиви, понеже Постмодерната ситуация изглежда, че предлага свой собствен наратив в историята за западането на метанаративите.

### Издания на български
- Постмодерното обяснено за деца, София: Критика и хуманизъм, 1993.
- „Да разсъждаваме върху различието“, сб. Способността за съдене, София: Аргес, 1995, с.219-270.
- Постмодерната ситуация, София: Наука и изкуство, 1996.
- Нечовешкото, София: Сонм, 1999.
- Постмодерни поуки, София: Критика и хуманизъм, 2002.
- Феноменологията, София: Сонм, 2021.